# アクチヌラ

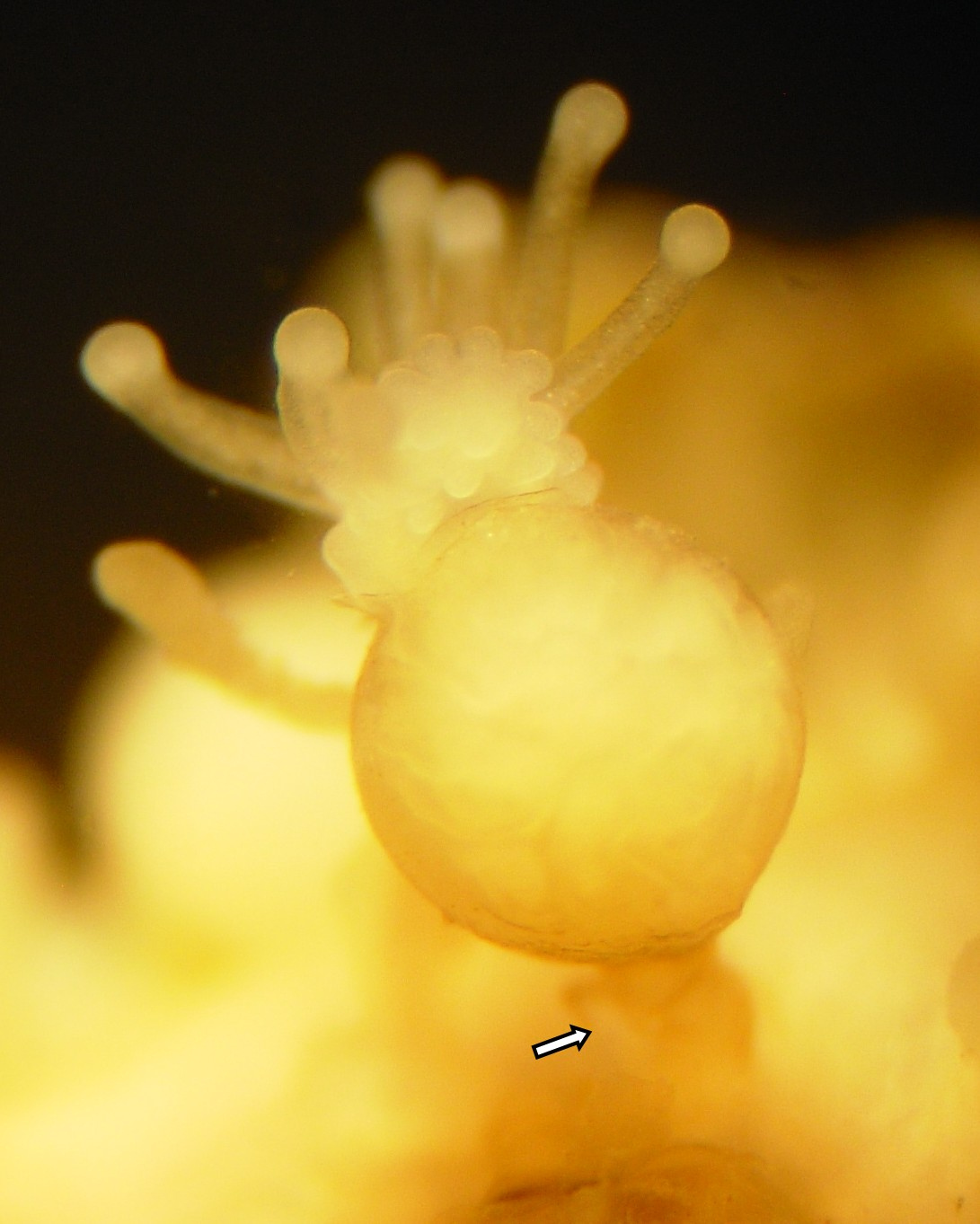
Candelabrum cocksii（ヒドロ虫綱の一種）のアクチヌラ幼生。矢印は接合部分を指す。

アクチヌラは、刺胞動物に見られる体の型のひとつである。具体例は多くない。
刺胞動物は二胚葉性の動物群で、クラゲやイソギンチャクが代表例である。その体制は共通だが、具体的な形では大きく二つの形がある。一つは固着性の生活をするもので、ポリプといってイソギンチャクがその例である。他方、浮遊生活を送る型がクラゲであり、クラゲがその例に上がる。
刺胞動物の成体及び幼生（プラヌラを除く）のほとんどは、このどちらかの型に分類できるが、どちらでもない型も少数ながらある。たとえば硬クラゲ類はプラヌラからポリプの段階を経ずにクラゲの姿になるが、その際、プラヌラの側面に触手が出て、次第にクラゲの形に変わって行く。この、プラヌラの側面から触手が出たものをアクチヌラ幼生と言う。

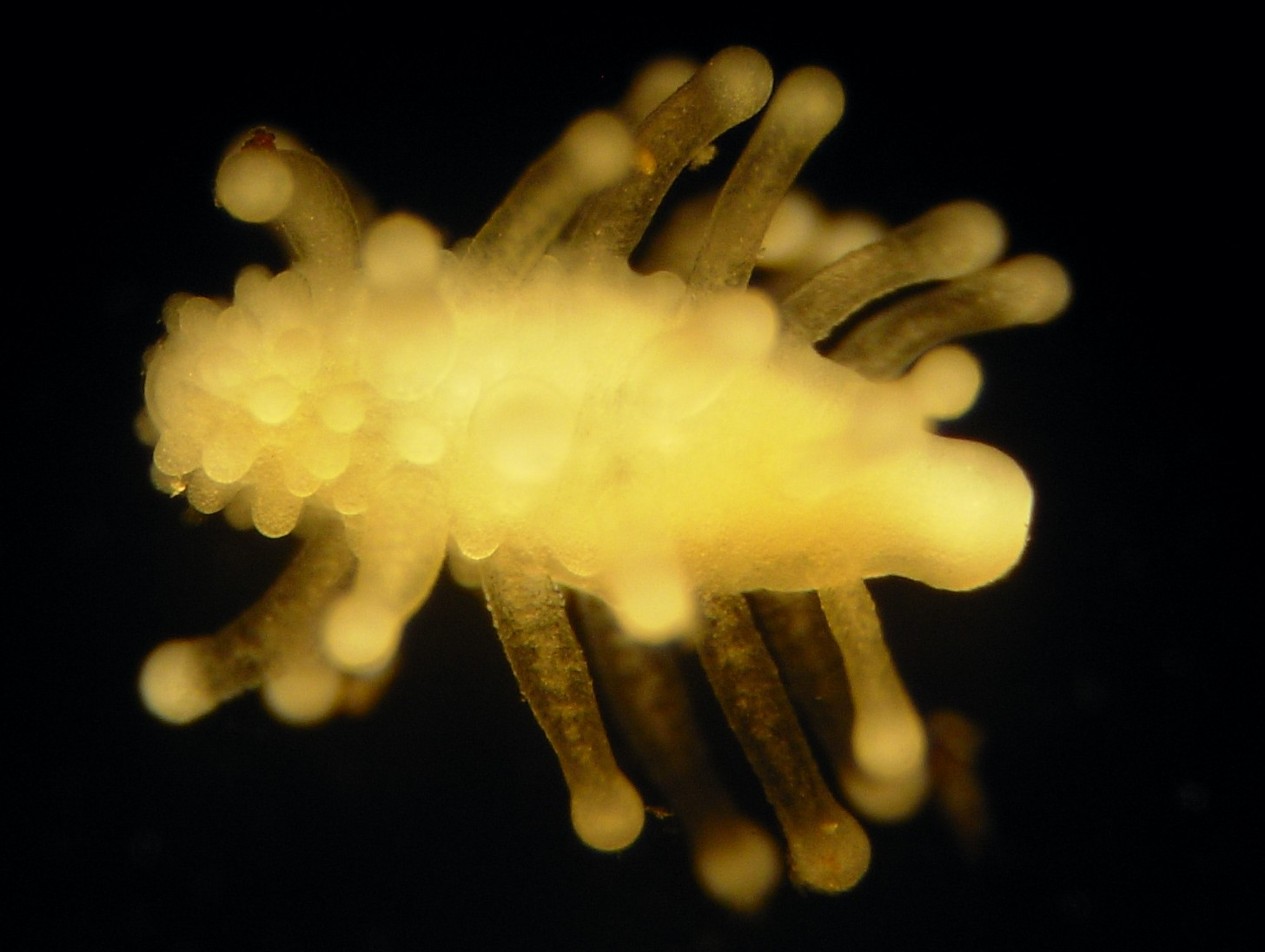
Candelabrum cocksii（ヒドロ虫綱の一種）のアクチヌラ幼生

アクチヌラと言うのは、このように円筒形や楕円形の細長い体の片端に口があり、中ほどの側面から数本の触手が出るという形のものを指す。反口側は小さいながら足盤となり、附着することができるものもある。しかし、固着性ではなく、触手を使って遊泳したり、這い回ったりする。クラゲのように偏平ではないし、全体の形はポリプに近いが、触手が口の周辺にない。また、付着することもできるが、よく運動する点で浮遊性に近い。そのため、クラゲ型とポリプ型の中間とも言える。実際、アクチヌラからクラゲになる例も、ポリプになる例も存在する。一説によれば、刺胞動物の中で最も原始的なのがヒドロ虫類であり、その祖先形がアクチヌラ型で、それがクラゲ型とポリプ型に分化したのだという。ただし、実証性には欠ける。
アクチヌラはヒドロ虫綱のいくつかの群で見られる。先の硬クラゲ類の例や、ポリプの子嚢からアクチヌラを出し、それが移動後に定着してポリプになる花クラゲ類のクダウミヒドラ科の例などがあるが、これらはいずれも幼生段階の姿である。注目すべきはアクチヌラ目のハラモヒドラで、生涯にわたってアクチヌラ型である。この生物は間隙性動物で、海底の砂粒の隙間に生息するものである。他に似たものが少ないので単独でヒドロ虫類の中にアクチヌラ亜綱を立てることもある。ただし、ヒドロ虫類の中の原始的なものというよりは、花クラゲ目の中から間隙性の生活の中で構造が単純化する方向に進化したものとも言われている。